# Gvajakol
A gvajakol egy szerves vegyület, a pirokatechin metiléter-származéka. Színtelen vagy halványsága színű folyadék, illetve színtelen kristályok. Jellegzetes szagú vegyület, az íze csípős. Olvadáspontja alacsony. Vízben rosszul oldódik, alkohol, éter, kloroform, szén-diszulfid jobban oldja. A természetben megtalálható néhány trópusi fafajta gyantájában, illetve a bükkfakátrány fontos alkotórésze.

## Kémiai tulajdonságai
Vas(III)-kloriddal smaragdzöld színreakciót ad.

## Élettani hatása
Kisebb mennyiségben izgatja a kötőhártyát, fokozza a vizeletkiválasztást, illetve kiütéseket okozhat a bőrön. Nagyobb mennyiségben mérgező hatású.

## Előfordulása
A természetben néhány trópusi növényfaj (például a Guajacum officinale és a Guajacum sanctum) gyantájában található meg. Ezeknek a gyantáknak a gvajakol a fő alkotórésze, 26% gvajakolt tartalmaznak. Innen kapta a nevét is, mely a Taino nyelvből(en) (a Bahama-szigeteken élt Arawakan indián népcsoporthoz tartozó törzs) került a spanyolba.
Megtalálható sok fa kátrányában, különösen a bükkfakátrányra jellemző, aminek körülbelül 90%-át alkotja.

## Előállítása
A gvajakolt a bükkfakátrányból vonják ki alkoholos kálium-hidroxid oldattal. Ekkor a gvajakol káliumvegyülete keletkezik, amit kikristályosítanak majd kénsavval elbontanak.
Szintetikusan pirokatechinből állítható elő metilezéssel. A metilezést általában dimetil-szulfáttal végzik. Mellette a pirokatechin dimetilszármazéka, veratrol is keletkezhet, különösen erélyesebb metilezéskor.

## Felhasználása
A gvajakolt pirokatechin és vanillin előállítására használják. Emellett a gyógyászatban egyes tüdőbetegségek kezelésére és fertőtlenítésre szolgál.